# Кјезина Понцијани (Пистоја)
Кјезина Понцијани је насеље у Италији у округу Пистоја, региону Тоскана.
Према процени из 2011. у насељу је живело 148 становника. Насеље се налази на надморској висини од 19 м.